# Iron Man (soundtrack)
Iron Man (Original Motion Picture Soundtrack) is de originele soundtrack van de film Iron Man uit 2008, gecomponeerd door Ramin Djawadi. De soundtrack werd geproduceerd in samenwerking met Hans Zimmer en Remote Control Productions. Het album werd op 29 april 2008 uitgebracht door Lions Gate Records, die een licentieovereenkomst had met Marvel Entertainment.
Muzikanten John O'Brien en Rick Boston, die regelmatig samenwerkten met regisseur Jon Favreau, zorgden voor een arrangement in bigband-stijl van het Iron Man-themalied uit de tekenfilm The Marvel Super Heroes uit 1966. "Institutionalized", een nummer van de band Suicidal Tendencies waarvan de zanger Mike Muir naar school ging bij Iron Man-acteur Robert Downey jr., staat ook op de soundtrack. Djawadi voerde een pianovertolking uit van Antonio Salieri's "Concerto in Do Maggiroe Per Pianoforte eo Orchestra: Larghetto", die exclusief voor de film werd gebruikt en als zodanig niet in de soundtrack was opgenomen.

## Tracklijst
Alle muziek van Ramin Djawadi, tenzij anders aangegeven.

| Nr. | Titel | Duur |
| --- | --- | ---- |
| 1.  | Driving with the Top Down                                                                                         | 3:10 |
| 2.  | Iron Man (2008 version) (uitgevoerd door John O'Brien & Rick Boston, geschreven door Jack Urbont)                 | 1:05 |
| 3.  | Merchant of Death                                                                                                 | 2:14 |
| 4.  | Trinkets to Kill a Prince                                                                                         | 3:07 |
| 5.  | Mark I | 3:53 |
| 6.  | Fireman | 2:09 |
| 7.  | Vacation's Over                                                                                                   | 3:34 |
| 8.  | Golden Egg | 4:12 |
| 9.  | Damn Kid (uitgevoerd door DJ Boborobo, geschreven door Ali Theodore, Vincent Alfieri & Zach Danziger)             | 1:12 |
| 10. | Mark II | 2:47 |
| 11. | Extra Dry, Extra Olives                                                                                           | 1:43 |
| 12. | Iron Man | 3:30 |
| 13. | Gulmira | 4:05 |
| 14. | Are Those Bullet Holes?                                                                                           | 2:00 |
| 15. | Section 16 | 2:33 |
| 16. | Iron Monger | 4:45 |
| 17. | Arc Reaktor | 3:55 |
| 18. | Institutionalized (uitgevoerd door Suicidal Tendencies, geschreven door Amery Smith, Louiche Mayorga & Mike Muir) | 3:49 |
| 19. | Iron Man (1966 version) (uitgevoerd en geschreven door Jack Urbont)                                               | 0:20 |